# Rolf Ackermann (Fußballspieler)
Rolf Ackermann (* 15. März 1947) ist ein ehemaliger deutscher Fußballspieler. Er war Mittelfeldspieler.

## Laufbahn
Ackermann wurde mit den KSC-Amateuren 1966/67 Vizemeister in der 1. Amateurliga Nordbaden. In den anschließenden Spielen um die deutsche Amateurmeisterschaft gegen Holstein Kiel (6:3, 3:3) und die SpVgg Neu-Isenburg (4:5, 2:2) bewiesen die Talente von Trainer Bernhard Termath – Mannschaftskameraden von Ackermann waren Spieler wie Günther Cuntz, Werner Hösl, Herbert Layh, David Scheu, Heinz Schneider, Heinz Schrodt – ihr Talent und bekamen zur Saison 1967/68 einen Lizenzspielervertrag für das Team vom Wildparkstadion. Neben den eigenen Amateuren wurden vom KSC vor der fünften Bundesligasaison aber auch noch die Verpflichtungen von Gérard Hausser, Jürgen Rynio, Klaus Slatina, Lutz Streitenbürger und die Rückholaktion von Günter Herrmann durchgeführt. Es wurde für den KSC und die vorherigen Amateure aber eine durch und durch negative Runde. Drei Trainer versuchten mit den Blau-Weißen vergeblich die Klasse zu erhalten: Paul Frantz, Georg Gawliczek und Ex-Nationalspieler Berni Termath. Mit 17:51 Punkten, darunter 3:31 Minuspunkte in den Auswärtsspielen, stieg der KSC 1967/68 als Tabellenletzter aus der Bundesliga ab.
Von Trainer Georg Gawliczek – er hatte ab dem 25. Oktober 1967 Paul Frantz abgelöst – wurde er am letzten Hinrundenspieltag, den 9. Dezember 1967, bei einem 2:2-Heimremis gegen den 1. FC Kaiserslautern, einmal in der Bundesliga zum Einsatz gebracht. Er bildete vor Torhüter Jürgen Rynio zusammen mit Josef Marx, Jürgen Weidlandt, David Scheu und Eugen Ehmann die Defensive des KSC. Später spielte er beim ASV Durlach im badischen Amateurfußball.
Seit 1987 ist Ackermann Gesellschafter bei der Skill GmbH und dort als Geschäftsführer sowie Trainer und Berater tätig.